# Calle de Miramar
La calle de Miramar es una vía pública de la ciudad española de San Sebastián.

## Descripción
La vía discurre, paralela a la de Hernani, desde la avenida de la Libertad, donde conecta con la calle de Urbieta, hasta la calle de Andía. El título, concedido en septiembre de 1866, indica que se encuentra a unos pocos pasos de la playa de la Concha y del mar. Aparece descrita en Las calles de San Sebastián (1916) de Serapio Múgica Zufiria con las siguientes palabras:

Calle de Miramar.—Por acuerdo de 12 de Septiembre de 1866, se dispuso imponer este nombre a la que paralelamente a la de Hernani, va desde la Avenida de la Libertad a la Calle de Andía. Se le denominó «Calle de Miramar», a no dudarlo, porque está mirando al mar, cuyas olas se estrellan en la playa de la Concha, a no mucha distancia de esta calle.
(Múgica Zufiria, 1916, p. 77)